# Département de Morazán
Pour les articles homonymes, voir Morazán.
Morazán est un département, situé à l'est du Salvador. Sa capitale est San Francisco Gotera. Sa superficie est de 1 447 km², pour une population d'environ 181 285 habitants dans le département.

## Histoire
La « grotte du Saint Esprit » et ses peintures rupestres montrent que ce territoire était déjà habité par les paleoindiens. Plus tard, il fut au centre du royaume lenca Najochan jusqu'à l'arrivée des espagnols.
Le département fut créé en 1875 sous le nom de Departamento de Gotera. Ce n'est qu'en 1887 qu'il prend le nom de Morazan en hommage à l'ancien président de la République et du Salvador, le caudillo Francisco Morazán.
Durant la guerre civile (1979-1992), le département fut le terrain de nombreux affrontements car la guérilla du FMLN, et sa radio clandestine (Radio Venceremos – Radio Nous Vaincrons), s'y étaient installés pour profiter de la région montagneuse située au nord du département. En 1981, l'armée salvadorienne, équipée et financée par les États-Unis, massacra les habitants du village de El Mozote, faisant un millier de morts dont plus de la moitié étaient des enfants.
Aujourd'hui, Morazan est l'un des départements les plus pauvres du pays.

## Municipalités
1. Arambala
2. Cacaopera
3. Chilanga
4. Corinto
5. Delicias de Concepción
6. El Divisadero
7. El Rosario
8. Gualococti
9. Guatajiagua
10. Joateca
11. Jocoaitique
12. Jocoro
13. Lolotiquillo
14. Meanguera
15. Osicala
16. Perquín
17. San Carlos
18. San Fernando
19. San Francisco Gotera
20. San Isidro
21. San Simón
22. Sensembra
23. Sociedad
24. Torola
25. Yamabal
26. Yoloaiquín